# Sivry-la-Perche
Sivry-la-Perche – miejscowość i gmina we Francji, w regionie Grand Est, w departamencie Moza.
Według danych na rok 1990 gminę zamieszkiwało 275 osób, a gęstość zaludnienia wynosiła 23 osób/km² (wśród 2335 gmin Lotaryngii Sivry-la-Perche plasuje się na 774. miejscu pod względem liczby ludności, natomiast pod względem powierzchni na miejscu 479.).